# アリューシャン地震 (2014年)
2014年のアリューシャン地震（2014ねんアリューシャンじしん）は、2014年（平成26年）6月23日午後9時11分頃 (UTC-9) に発生したモーメントマグニチュード(Mw) 7.9、改正メルカリ震度階VIII（深刻）の地震。震源地はアラスカ州アリューシャン諸島リトル・スキン島より南東へ19マイル (31 km)の地点。

## 地震
2014年（平成26年）6月23日午後9時11分頃 (UTC-9) 、地震が発生。地震発生直後はモーメントマグニチュード(Mw) 8と発表されたが、後に7.9に訂正された。震源の深さは107.5km。

## 津波
本地震で津波が発生し、すぐにアリューシャン列島の大部分に津波注意報が出された。しかし震源が深かったため、津波はそれほど大きくはならなかった。確認できた最大の大きさでも、アムチトカ島で17cmほどだった。